# 康基徳
康 基徳（カン・ギドク、朝鮮語: 강기덕/康基德、1885年5月14日または1886年5月4日 - 没年不詳）は、日本統治時代の朝鮮の独立運動家、大韓民国の政治家。初代咸鏡南道知事。
字は春谷（チュンゴク、춘곡）、号は徳斉（トクチェ、덕재/德齋）。

## 経歴
徳源郡赤田面（現・朝鮮民主主義人民共和国咸鏡南道元山市）出身。元山春城高等学校、青山学院中等部、普成専門学校（現・高麗大学校）卒。1919年には金性得・金炯機・金文珍・金元璧などと共に学生代表として三・一運動に参加したが、警察に逮捕され1年6か月間に監獄で過ごした。1920年代には徳源青年会委員長、朝鮮青年会連合会咸南支部長、高麗共産同盟咸南代表、咸南道民大会執行委員、元山労働総会代表、朝鮮社会運動同盟発起準備委員会委員などを務めた。1926年に元山で記者として働きながら独立運動を行った際に、総督府による植民地体制と社会制度の破壊を批判する演説をしたため投獄された。1928年に咸北記者大会禁止事件で警察に逮捕され再び投獄された。1930年には新幹会元山支会執行委員長、中央執行委員に選出され、1931年には新幹会の解消のために開催された全体大会で中央執行委員長に選出され、新幹会の文書の後継組織への移管を担当した。
光復後は1945年9月に朝鮮建国準備委員会全国人民代表大会委員、朝鮮人民共和国農林部長、同年12月に信託統治反対国民総動員委員会中央委員にそれぞれ選任された。1946年2月より民主主義民族戦線準備委員会咸南地方代表、1947年3月より勤労大衆党監察委員長、9月より勤労大衆党委員長を務めた。しかし、1948年3月に勤労大衆党を離党し、同年の大韓民国政府成立後は10月に政府を支持する大韓国民党の発起準備委員を務めた。1949年2月より初代咸鏡南道知事、3月より選挙法規起草委員、10月より朝鮮民主党最高委員を歴任し、咸南道民会長、建国大学校初代理事長なども務めたが、朝鮮戦争中の1950年7月10日11時頃に安岩洞で北朝鮮に拉致され、1956年6月までは教化所で拘禁状態にあり、同年7月には在北平和統一促進協議会の会議に出席した記録がある。その後は咸鏡北道に移住したとされるが詳細は判明しておらず、以後消息不明。
1990年に大韓民国政府により建国勲章独立章を追叙された。